# Municipio de Falkland
El municipio de Falkland (en inglés: Falkland Township) es un municipio ubicado en el  condado de Pitt en el estado estadounidense de Carolina del Norte. En el año 2010 tenía una población de 3.682 habitantes.

## Geografía
El municipio de Falkland se encuentra ubicado en las coordenadas 35°41′10.57″N 77°31′28.89″O / 35.6862694, -77.5246917.